# آلیس مرتون
آلیس مرتون (انگلیسی: Alice Merton؛ زادهٔ ۱۳ سپتامبر ۱۹۹۳) موسیقی‌دان اهل آلمان و کانادا است. وی از سال ۲۰۱۵ میلادی تاکنون مشغول فعالیت بوده‌است. معروفترین ترانه وی بی‌ریشه است که در چارت فرانسه به رتبه یک دست یافت. اولین آلبوم استودیویی وی نعنا نام دارد.